# 瓜達拉馬國家公園
瓜達拉馬國家公園（西班牙語：Parque Nacional de la Sierra de Guadarrama）是西班牙的一處國家公園。瓜達拉馬國家公園的佔地面積達34000公頃，是西班牙第面積第五大國家公園。瓜達拉拉國家公園橫跨馬德里和卡斯提亞-雷昂兩個自治區。瓜達拉馬國家公園在2013年6月26日被設為國家公園。

## 生態
瓜達拉馬國家公園旨在保護瓜達拉馬山脈範圍內十一個不同的生態系統，涵蓋了在伊比利半島唯一的高地中海山脈。在國家公園的區域內有1280種物種，其中有13種已經濱臨絕種、1500種原生植物與30種不同的植物類型。而在山上的動物物種則占了西班牙所有動物群的45%、歐洲的18%。其中，植物以歐洲赤松、櫟屬、刺柏屬、豆科等等為特色；動物則有許多像是鹿（歐洲馬鹿、西方狍、黇鹿）、 野豬、野羊、獾、野生貓科動物、狐狸、野兔等等； 而在水域也有多種的水鳥和猛禽類，像是西班牙帝鵰以及禿鷲。近期，則是相隔70年之後，在公園內重新發現了狼群。